# Iota Cephei
Iota Cephei (32 Cephei) é uma estrela na direção da constelação de Cepheus. Possui uma ascensão reta de 22h 49m 40.91s e uma declinação de +66° 12′ 02.6″. Sua magnitude aparente é igual a 3.50. Considerando sua distância de 115 anos-luz em relação à Terra, sua magnitude absoluta é igual a 0.76. Pertence à classe espectral K0III.